# 下博加特
下博加特（匈牙利語：Alsóbogát）是匈牙利绍莫吉州所辖的一个村。总面积12.01平方公里，总人口263，人口密度21.9人/平方公里（2011年1月1日）。